# 马尔谢讷
马尔谢讷（法語：Marchiennes，法語發音：[maʁʃjɛn]）是法国上法蘭西大區北部省的一个市镇，位于该省中部偏东，属于杜埃区。

## 地理
马尔谢讷（50°24'29"N, 3°16'56"E）面积21.44 平方千米，位于法国上法蘭西大區北部省，该省份为法国最北部的省份及最长的省份，西北濒北海，西接加来海峡省，南至埃纳省和索姆省，东与比利时接壤。
与马尔谢讷接壤的市镇（或旧市镇、城区）包括：伯夫里拉福雷、蒂卢瓦莱马尔谢讷、弗雷、旺迪尼-阿马日、瓦尔兰、布维尼、弗利讷莱拉什、拉兰、佩康库尔、略莱、索曼。

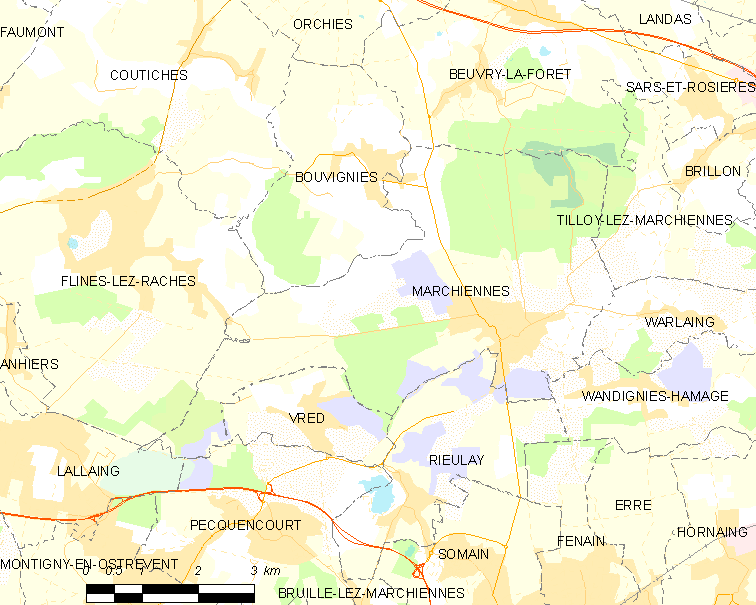
马尔谢讷的OSM定位图

马尔谢讷的时区为UTC+01:00、UTC+02:00（夏令时）。

## 行政
马尔谢讷的邮政编码为59870，INSEE市镇编码为59375。

## 政治
马尔谢讷所属的省级选区为桑勒诺布勒县。

## 人口

1962-2008年间马尔谢讷人口变化图示

马尔谢讷于2022年1月1日时的人口数量为4506人。